# José Maria Ferreira de Castro
José Maria Ferreira de Castro (Oliveira de Azeméis, 24 maggio 1898 – Porto, 29 giugno 1974) è stato uno scrittore portoghese.
Nel 1910 emigrò in Brasile, ove lavorò fino al 1914 in una piantagione di caucciù; da quest'esperienza trasse nel 1930 il romanzo Il bosco.
Tornò in patria nel 1919, lavorando come giornalista e distinguendosi come oppositore di António de Oliveira Salazar. È noto per i suoi romanzi di impegno sociale e di introspezione psicologica.
Tra le sue opere si ricordano Emigranti (1928) e L'istinto supremo (1968).
Pur non avendo mai vinto il Premio Nobel per la letteratura, ricevette 4 candidature negli anni 1951, 1952, 1969 e 1970.